# Pseudostenophylax tochigiensis
Pseudostenophylax tochigiensis là một loài Trichoptera trong họ Limnephilidae. Chúng phân bố ở miền Cổ bắc.